# Sutton, Herefordshire
Sutton är en civil parish i Storbritannien. Den ligger i grevskapet Herefordshire och riksdelen England, i den södra delen av landet, 190 km väster om huvudstaden London. Det inkluderar Sutton St Michael och Sutton St Nicholas. Parish hade 925 invånare år 2011.